# 桓武海底山
桓武海底山（英語：Kammu Seamount），又稱桓武海底平頂山，是一座位於太平洋夏威夷－皇帝海山鏈的海底平頂山。是該組海山鍊中最西端的海底山。該海山由美國海洋地質學家羅伯特·迪茨以日本桓武天皇命名，形成於約4000萬年前。山頂在海平面下292公尺。